# 南浦郡
南浦郡，中国唐朝时设置的郡。
唐玄宗天宝元年（742年），改万州置南浦郡。治所在南浦县（今重庆市万州区）。下辖南浦县、梁山县（今重庆市梁平区西）、武宁县（今重庆市万州区武陵镇）。辖境相当今重庆市万州区及梁平区等地。唐肃宗乾元元年（758年）复改为万州。